# Criminal (canción de Britney Spears)
«Criminal» es una canción pop con elementos del soft rock, interpretada por la cantante estadounidense Britney Spears e incluida originalmente en su séptimo álbum de estudio, Femme Fatale (2011). Max Martin compuso el tema junto con Tiffany Amber y Shellback, y lo produjo junto con el último. Mientras la música incorpora melodías de flauta, la letra da a conocer a una mujer que tiene una relación amorosa con un prófugo de la justicia. Entre septiembre y octubre de 2011, RCA Records lo lanzó como cuarto y último sencillo del álbum, a modo de sucesor de «Hold It Against Me», «Till the World Ends» y «I Wanna Go», luego de que los seguidores lo escogieran en una votación en el Facebook de la cantante. Con ello, «Criminal» fue el primer sencillo que Spears lanzó bajo RCA Records, luego de que su sello de siempre, Jive Records, pasara a formar parte del primero. A finales del mismo año, incluyó la versión Radio Mix en el álbum de remezclas B in the Mix: The Remixes Vol. 2.
Spears ideó el video musical y lo rodó en Londres, bajo la dirección del estadounidense Chris Marrs Piliero, quien anteriormente dirigió su clip de «I Wanna Go». El estreno se realizó en iTunes, el 18 de octubre de 2011. Su línea de historia se basa en una chica que, cansada de los abusos de su novio y enamorada de un criminal, abandona la clase alta y, junto a su nuevo amor —interpretado por Jason Trawick, novio en la vida real de la cantante—, comienza a robar entidades bancarias y comerciales. El uso de armas de fuego en el rodaje desencadenó controversias en el Reino Unido, luego de que un grupo de concejales acusara a la artista de «promover la violencia armada» que poco antes se había producido en los disturbios de Inglaterra de 2011. Pese a que su elevado contenido sexual y bélico le llevó a ser restringido en Vevo, varios críticos lo compararon al video de «We Found Love» de Rihanna con Calvin Harris (2011) y lo catalogaron como el mejor video de la era Femme Fatale.

## Antecedentes
«Criminal» fue escrita en el año 2008 por Max Martin, Shellback y Tiffany Amber, producida por los dos primeros y catalogada por su intérprete como una canción «diferente» a cualquier otra que haya escuchado. Spears la grabó en los Maratone Studios de Estocolmo, Suecia. Su mezcla fue hecha por Serban Ghenea en los MixStar Studios de Virginia Beach, Estados Unidos. En Broadcast Music, Inc. (BMI)  fue registrada bajo el título legalizado «In Love with a Criminal». Esta fue dada a conocer el 2 de marzo de 2011, día en que Spears publicó en su Twitter un enlace a un fragmento de 17 segundos de duración, llamándola «una de sus favoritas» de Femme Fatale. Respecto a Max Martin, la cantante declaró en una entrevista con Rolling Stone:

Max ha jugado un papel muy importante en Femme Fatale. Ha estado presente desde los inicios de mi carrera, así que existe un nivel de confianza enorme entre nosotros. Él consigue exactamente lo que deseo cuando le digo lo que quiero y no quiero en términos musicales. No existe nadie con quien me sienta más cómoda trabajando en el estudio.
Britney Spears

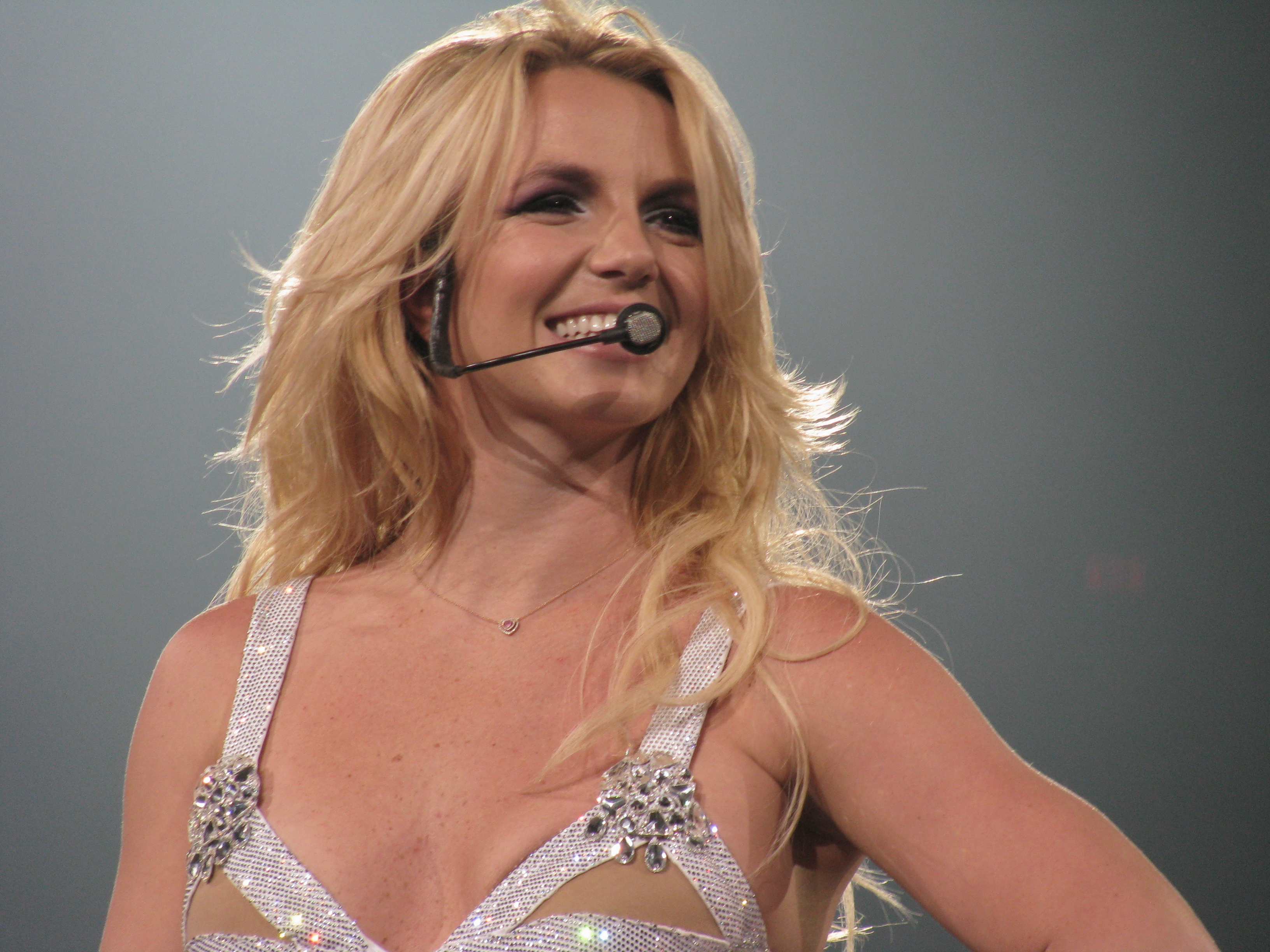
Britney Spears en su Femme Fatale Tour, el que recorría Europa cuando «Criminal» comenzó a ser lanzada.

El 5 de agosto la cantante publicó una encuesta en su Facebook preguntando a los fanes qué canción entre «Criminal», «Inside Out» y «(Drop Dead) Beautiful» debía ser lanzada como cuarto sencillo de Femme Fatale. Después de los MTV Video Music Awards 2011, reveló a MTV News que «Criminal» había sido escogida como tal. Posteriormente, en una entrevista para el programa británico This Morning explicó: «La canción fue elegida por los fans. Fue genial devolverles algo y ver cuánto lo apreciarían». Su portada fue publicada el 14 de septiembre. Esta muestra a Spears de perfil mirando a la distancia, con el pelo ondulado cayendo sobre su espalda desnuda, y acompañada de la imagen de un hombre encapuchado misterioso. Finalmente, «Criminal» comenzó a ser lanzada bajo la versión Radio Mix el 30 de septiembre como descarga y el 4 de octubre en las radios de Estados Unidos. Una semana después de lo último fue publicado B in the Mix: The Remixes Vol. 2, el segundo álbum de remezclas de la cantante, donde el Radio Mix fue incluido como pista de apertura.

## Composición
«Criminal» es una canción de medio tempo, conducida por la melodía de una guitarra. Esta además incorpora la melodía de una flauta de música folclórica y es considerada la única balada de Femme Fatale. Erin Thompson de Seattle Weekly sostuvo que «es un respiro a las agresivas moquetas de sintetizadores [del álbum], impulsado por un ritmo continuo de guitarra y una singular melodía de flauta de sonido folclórico asiático». Thompson también la comparó con baladas anteriores de la cantante, sosteniendo que no es «cursi» como «I'm Not a Girl, Not Yet a Woman» (2002) y tampoco «con lágrimas en los ojos» como «Everytime» (2004). De acuerdo a David Buchanan de Consequence of Sound y Samesame.com.au, «Criminal» es una reminiscencia de la música de ABBA y Madonna, especialmente de los álbumes de la última Ray of Light (1998) y American Life (2003). Su pulso fue comparado por Keith Caufield de Billboard al de «Don't Tell Me» de Madonna (2000). Carl Wilson de Los Angeles Times sostuvo que es «torpemente inclinada entre el rock y la balada». Su uso de flauta fue comparado por Amy Sciarretto de PopCrush al muestreo de «The Lonely Goatherd» de The Sound of Music (1959) utilizado en «Wind It Up» de Gwen Stefani (2006).
En la canción la intérprete canta sobre estar enamorada de un chico malo, a través de líneas como: «He is a hustler / He's no good at all / He is a loser / He's a bum, bum, bum, bum» y «He is a bad boy with a tainted heart / And even I know this ain't smart» —en español: «Él es un buscavidas / Él es un bueno para nada / Él es un perdedor / Él es un holgazán, holgazán, holgazán, holgazán» y «Él es un chico malo con un corazón corrompido / E incluso sé que esto no es inteligente»—. Durante el estribillo ella suplica a su madre que no se preocupe por su relación, sosteniendo: «Mama, I'm in love with a criminal» y «Mama, please don't cry / I will be alright» —«Mamá, estoy enamorada de un criminal» y «Mamá, por favor no llores / Voy a estar bien»—. Andrew Leahey de The Washington Times y Erin Thompson de Seattle Weekly compararon su letra a la de «Papa Don't Preach» de Madonna (1986). A su vez, David Bunachan la comparó a la de «Mama I'm in Love wit' a Gangsta» de Coolio (1994). Buena parte de las palabras de su estribillo terminan en la sílaba inglesa «al», situación que queda evidenciada en líneas como: «And this type of love isn't rational / It's physical» —«Y este tipo de amor no es racional / Es físico»—. Al respecto, Keith Caufield notó que lo último es un guiño no intencional a «The Logical Song» de Supertramp (1979). Mientras Erin Thompson sostuvo que la voz de Spears es menos procesada que en el resto de Femme Fatale, Amy Sciarretto señaló que cuenta con un «elevado [uso de] Auto-Tune y tratamiento de estudio, [...] [donde] ella ofrece sus líneas de manera monótona y robótica».

## Recepción crítica
Andy Gill de The Independent catalogó a «Criminal» como «uno de los momentos brillantes» de Femme Fatale, junto a «Till the World Ends»; señaló que el álbum suena más programado de lo natural, especificando: «De hecho, tal es el impacto cuando la última canción, "Criminal", se abre con una pequeña figura de flauta y guitarra al estilo de música folclórica, que nuestra reacción inmediata es pensar en un archivo de sonido [del grupo] Midlake, que ha sido accidentalmente anexado a disposición de Britney». Amy Sciarretto de PopCrush le dio cuatro estrellas y señaló: «Solo Brit puede hacer que una flauta suene sexy. En estricto rigor, pocas estrellas del pop pueden concluir con éxito [la utilización de] una flauta y Brit lo hace con facilidad». Aaron-Charles Spencer del periódico británico Metro sostuvo que «los versos, el estribillo y el puente, todo funciona a la perfección para la Srta. Spears, demostrando [la gracia] que ella ha tenido durante todos estos años». Erin Thompson de la Seattle Weekly la llamó «su mejor desempeño vocal del álbum» y añadió: «Tiene chispa y malicia —y en estos días cualquier muestra de Britney, incluso un poco de su antigua vitalidad e independencia, nos gusta». Rudy Klapper de Sputnikmusic señaló respecto a la canción: «No es exactamente el estilismo progresivo de una Janelle Monae [sic], pero lo peligroso es si no es pegajoso e interesante».
Genevieve Koski de The A.V. Club señaló que en el álbum «no todas [las canciones] son narcóticos dance-floor», sosteniendo que «Inside Out», «Till the World Ends» y «Criminal» «adicionan textura a los ondas de sintetizadores y botines de bajo». Robert Copsey de Digital Spy señaló que la producción de Femme Fatale es «brillante, fascinante y, lo mejor de todo, divertida», citando a «Inside Out», el desglose de piano de «Big Fat Bass» y el uso de flauta de «Criminal». Comparando a la canción con la música de Madonna, Samesame.com.au sostuvo: «Después de once pistas de pitidos, trucos de producción y absolutamente nada orgánico, es bueno para el álbum un cierre con una bonita guitarra de medio tempo, "Criminal" [...]. Piensa en una mezcla de "Love Profusion" e "Intervention" con una mejor producción y no tan llena de sermones». Gary McGinley de No Ripcord comentó que Femme Fatale «está tan lleno de sintetizadores», que escuchar «líneas simples de guitarras» en «Criminal» y el bonus track «He About to Lose Me» es «refrescante». Natalie Shaw de la BBC Online sostuvo que con su «letra adolescente» y su «melodía de flauta de cuento de hadas [...], se las arregla para liberarse completamente del resto del álbum».
David Buchanan de Consequence of Sound sostuvo que Femme Fatale «es totalmente rescatado por material retrospectivo al estilo de Circus (2008), con el esquema Rihanna en "Gasoline" y la influencia de la era Ray of Light de Madonna (1998) en la pista de cierre, "Criminal"». Katherine St. Asaph de Pop Dust sostuvo que está basada en un chico malo y que por lo menos tiene un sentido algo más lírico que «Judas» de Lady Gaga (2011). Además, señaló que es «más vulnerable» que los sencillos de los últimos años de Spears, «lo que probablemente es una buena jugada en su carrera». Keith Caufield de Billboard señaló: «Si bien algunas letras son torpemente adolescentes a veces —[esta] es un cierre a un álbum casi completamente excelente». Carl Wilson de Los Angeles Times sostuvo que el ímpetu de Femme Fatale hace señas de tregua solo al cierre con «Criminal», «con su línea de flauta de Feria Renacentista sin forma y con un tempo sin alegría». A su vez, Stephen Thomas Erlewine de Allmusic la llamó «horrible» y Thomas Conner del Chicago Sun-Times la describió como un «pasaje poco convincente de medio tempo», al igual que «Inside Out». En definitiva, Eric R. Danton del Hartford Courant la catalogó como «un homenaje de ojos en blanco a los oh tan atractivos chicos malos que las chicas buenas desean a su pesar».

## Video musical

### Rodaje

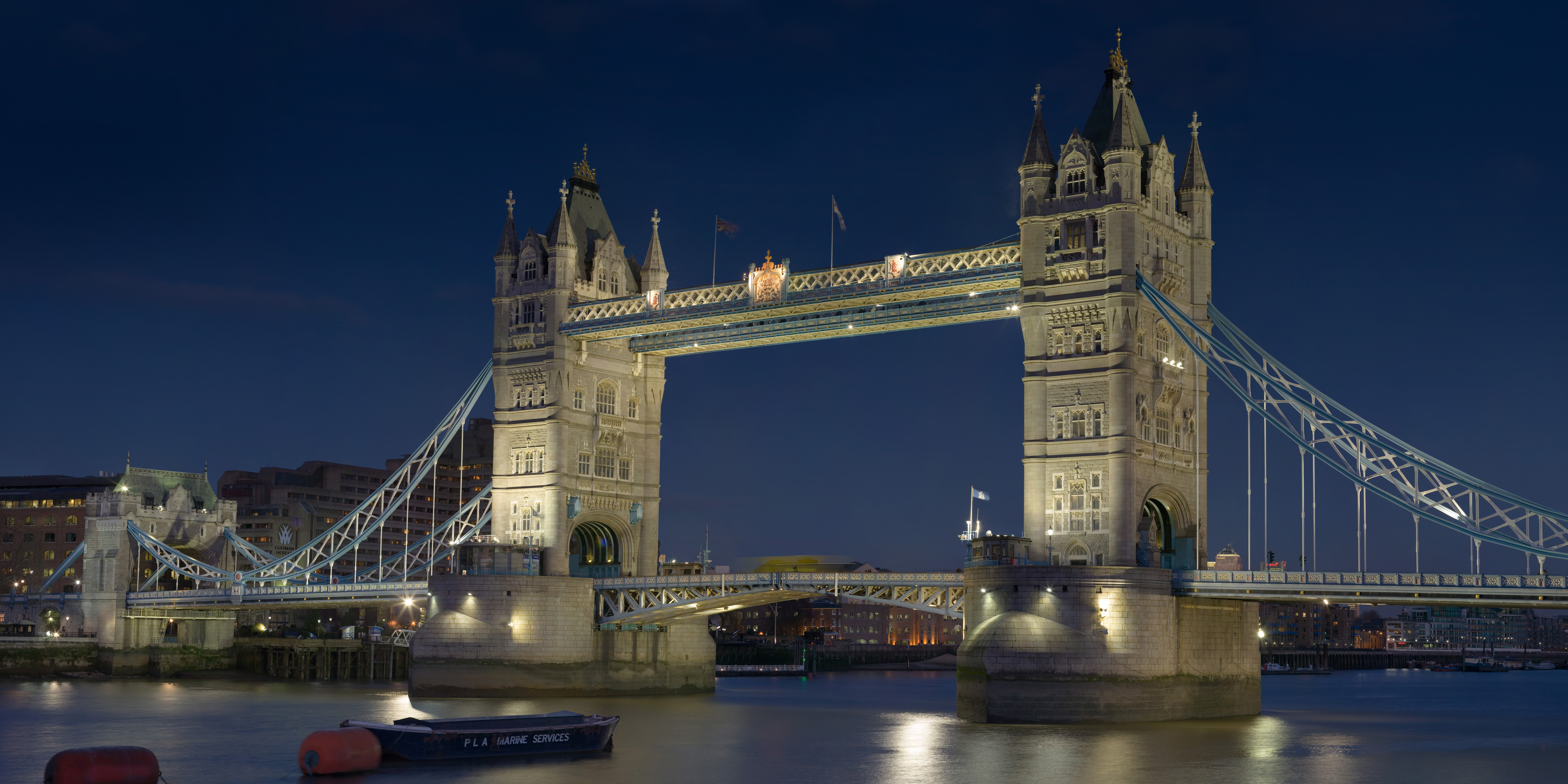
El video musical de «Criminal», rodado en Londres, fue el primer video de Britney Spears filmado fuera de Estados Unidos. Sus escenas iniciales muestran una visión nocturna del Puente de la Torre, una de las estructuras arquitectónicas más representativas de la ciudad.

En los MTV Video Music Awards 2011 Spears dijo a MTV News: «He estado pensando en un concepto realmente genial para el video que solo hará más interesante a la canción. Tendrás que verlo». El 6 de septiembre anunció en su Twitter que había decidido grabarlo «en las antiguas y alegres calles de Inglaterra» cuando dentro de poco se encontrara allí para iniciar la etapa europea del Femme Fatale Tour. Siguiendo su idea, la que contemplaba a su novio Jason Trawick protagonizando al criminal, el video fue rodado los días 18 y 19 de septiembre en Stoke Newington, un distrito de Londres. Este fue dirigido por Chris Marrs Piliero, quien dirigió el video de su sencillo anterior, «I Wanna Go». En una entrevista con AOL la cantante expresó: «Nunca he filmado un video en locaciones fuera de Estados Unidos. Así que será muy interesante. En parte fue mi idea... vi [con mi equipo] si podía llevarse a cabo y ellos quedaron como: "Sí, es una gran idea", así que lo hicimos». El 17 de septiembre MTV UK reportó que el video podría «embarcarse en una ola de crímenes en la capital, al estilo de Bonnie y Clyde». Al día siguiente fueron subidas a internet imágenes y videos de Spears y Trawick en el rodaje. Ambos se mostraban en las afueras de una tienda comercial portando armas de fuego. En una entrevista para el programa This Morning Spears anticipó:

El video musical es acerca de una chica de la alta sociedad y de la forma en la que vive su vida, la que es totalmente diferente a la que lleva la persona de la que está enamorada. Se trata sobre llevar a aquellos dos personajes totalmente diferentes juntos y ver lo que sucede.
Britney Spears

El 9 de octubre Marrs Piliero escribió en su Twitter que no podía referirse al video. Aun así, aseguró que lo amaba, que no podía esperar a que saliera y que Britney se veía hermosa en él. Aunque en un comienzo no estaba del todo de acuerdo con que Jason Trawick interpretara al protagonista masculino, su percepción cambió al sostener:

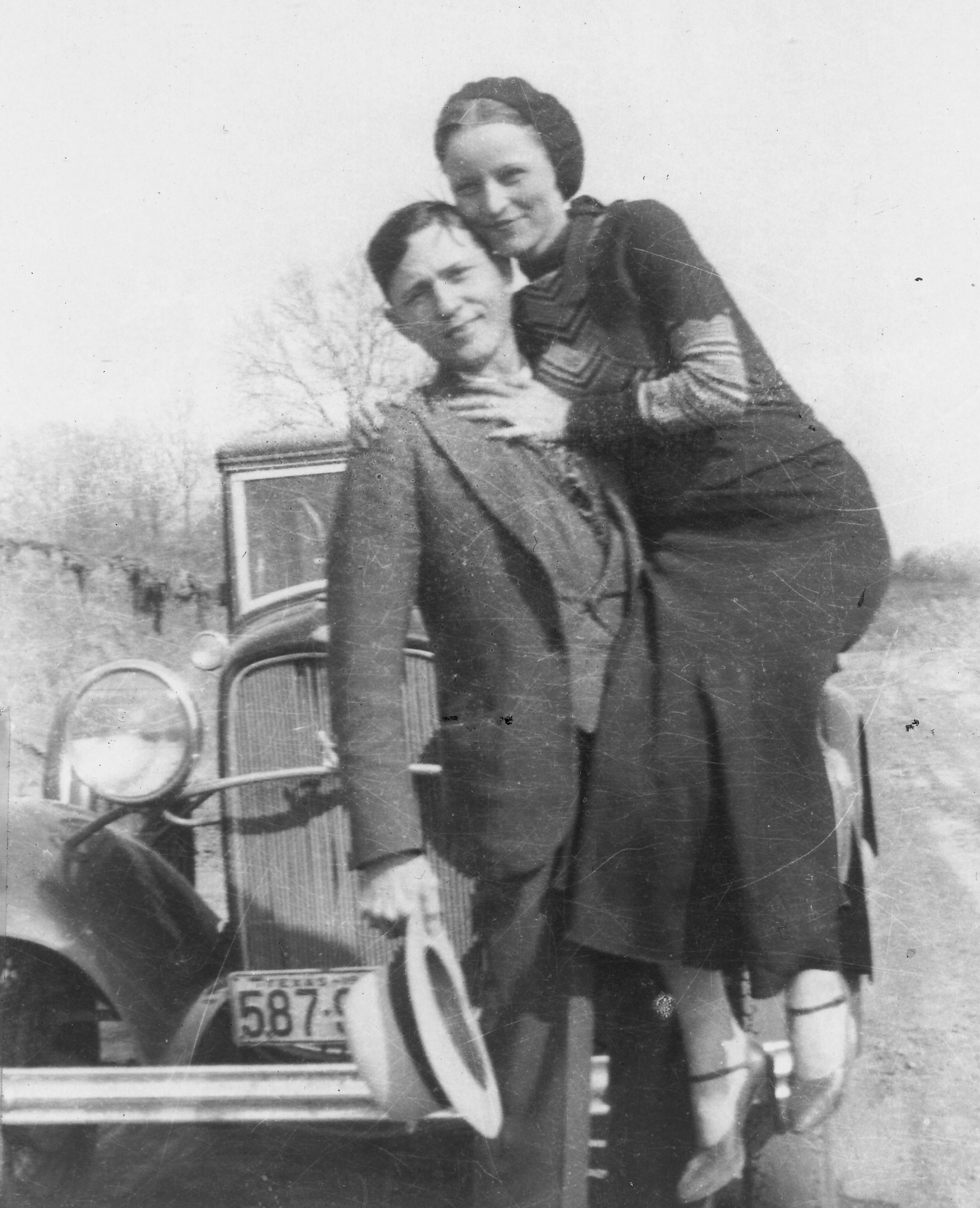
La ola de crímenes de Spears y Trawick en el video musical, fue considerada como una reminiscencia a los famosos forajidos, ladrones y criminales Bonnie y Clyde.

Yo quería hacer un video realmente radical y épico, y sentí que ella quería hacer algo verdaderamente genial también. Aunque pensé: «No deberíamos estar usando a su novio, deberíamos contratar a un actor». No lo dije, pero en el fondo estaba como: «No me gusta esta idea del todo». Al final Jason lo hizo increíble. [...] Para mí fue un reto divertido, fue como: «Voy a asegurarme de que te veas impresionante [Jason]»; y así fue.
Chris Marrs Piliero

### Sinopsis
El video comienza en una fiesta de la alta sociedad en la que Spears parece estar buscando a alguien, mientras su novio (interpretado por Freddy Bradshaw) habla con dos personas a su lado. A continuación, él le proporciona agresiones verbales y la agarra la cara; ella se zafa y huye al baño, donde seca sus lágrimas y se perfuma para volver a la fiesta. Así encuentra a su novio coqueteando con otra mujer, a quien respetuosamente insulta, desencadenando la ira de él. Este la coge del brazo y la lleva fuera de la fiesta, donde le da una bofetada. El abuso es visto por uno de los camareros (interpretado por Jason Trawick, novio en la vida real de la cantante), quien la defiende golpeando a su novio hasta dejarlo noqueado en el suelo. Tras darle una patada, Spears y el camarero suben a una motocicleta y se marchan del lugar por las calles de Londres. Cuando llegan al departamento de él, es revelado por un periódico que, en realidad, es un buscado prófugo de la justicia. Sin darse cuenta del periódico, ella encuentra un arma de fuego guardada y, comprendiendo la situación, lo besa por vez primera. Entonces son mostradas escenas de ambos manteniendo relaciones sexuales.
Así, cansada de los malos tratos y enamorada, deja la alta sociedad a la que pertenecía y, armada, comienza a asaltar entidades comerciales y bancarias junto a él. No obstante, uno de los robos es capturado por cámaras de seguridad, desencadenando la identificación visual de la pareja en la prensa local. Cuantiosos policías consiguen dar con el paradero del departamento de ambos y comienzan a disparar desde todas direcciones hacia el interior, donde la pareja se besa apasionadamente, mientras una lluvia de balas destruye el lugar. Entonces los policías entran al departamento y, tras registrarlo, uno confirma a su central que han huido. Así el vídeo finaliza con escenas de la pareja escapando en la motocicleta. Además de las escenas de su línea de historia, este cuenta con escenas individuales de Spears cantando y realizando movimientos de baile voguing.

### Controversia británica
Luego de que se filtraran imágenes y videos de Spears y Trawick portando réplicas de pistolas en el set de rodaje, el Consejo de Hackney acusó a la cantante de «promover la violencia armada», ya que la zona había sido gravemente afectada durante los disturbios de Inglaterra de 2011. El Consejo declaró al programa London Tonight que no estaba al tanto de que se usarían réplicas de armas en el rodaje y que iba a plantear la situación a la productora. El consejero Ian Rathbone añadió que Spears debió pedir disculpas y hacer una importante donación a una organización benéfica de Hackney «por la grocería y el daño que hizo a la comunidad». Cuando se le preguntó si pensaba que se estaba exagerando, el parlamentario Diane Abbott sostuvo: «Es solo un video musical, pero imágenes como estas, con estrellas del pop idealizando pandillas criminales, llevan a que algunos jóvenes se vean inmersos en ellas... Britney debería saberlo bien». Al respecto, Rae Alexandra de la SF Weekly explicó: «El Reino Unido no es un lugar donde las armas de fuego se acepten fácilmente. Más bien, es un lugar donde las armas son poco frecuentes, sus licencias están estrictamente controladas y la población completa ha permanecido en estado de pánico con el uso de armas en sus calles durante los últimos tres años». En respuesta a la controversia, el 26 de septiembre representantes de Spears emitieron un comunicado señalando: «El video es una historia ficticia con el novio de Britney, Jason Trawick, que literalmente trata la letra de una canción escrita tres años antes de los disturbios». Por su parte, la productora se disculpó con el Consejo antes del estreno del video. A su vez, Chris Marrs Piliero declaró:

Portar un arma se convirtió en algo controversial porque filmamos en Londres y allí no se utilizan mucho. Eso no quiere decir que no haya uso de ellas, así que me llamó mucho la atención [lo que pasó]. [...] Me dejó sin aliento que los miembros del Parlamento [británico] hablaran de esto. Uno, porque es un video musical, y dos, ¿porque no se supone que [en el Reino Unido] se transmiten programas de televisión donde se muestran crímenes? Me pareció realmente extraño. No entiendo por qué las estrellas del pop son puestas en semejante pedestal más alto que otras celebridades. ¿Por qué los miembros del Parlamento sienten la necesidad de escudriñar [a Britney] por portar un arma?, [dicen] «Ella es una imagen pública», «Ella debería saberlo bien», «Ella es un modelo a seguir», pero ¿qué pasa con todas las otras celebridades? ¿Qué pasa con todos los otros actores? Me parece muy extraño. Estaba muy sorprendido de lo mucho que fue analizado el uso de armas de fuego. [Trawick interpreta] a un criminal profesional, así que tiene sentido que tenga un arma. No debemos censurar.
Chris Marrs Piliero.

### Estreno y recepción

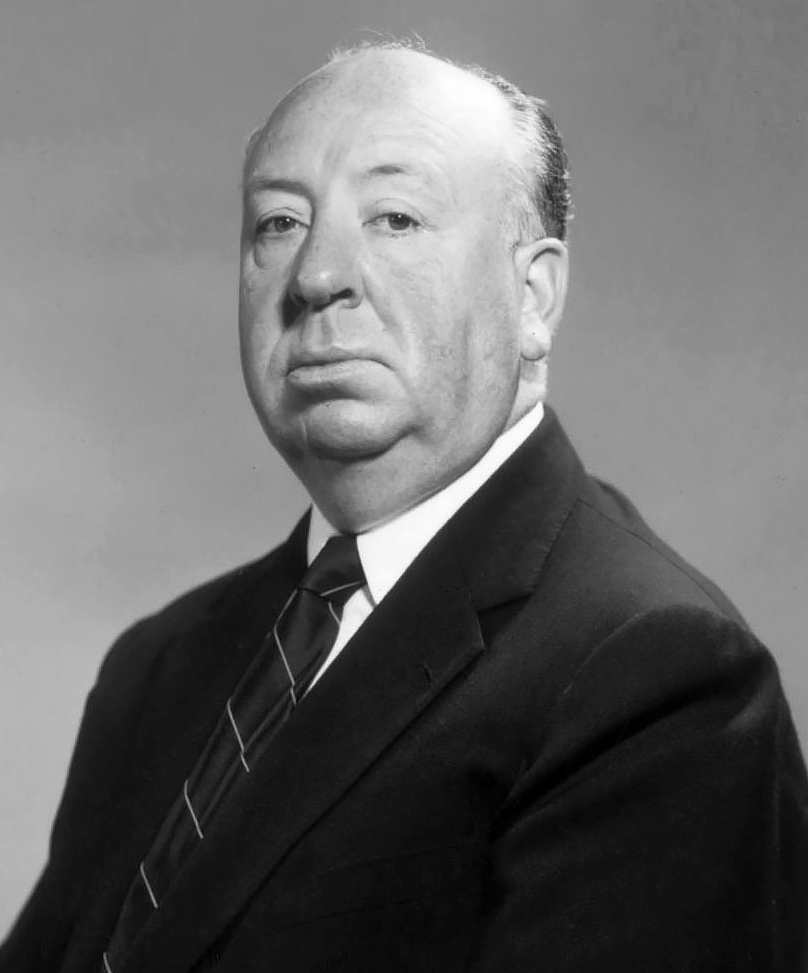
El video de «Criminal» fue comparado a películas dirigidas por Alfred Hitchcock.

Antes de su estreno, AOL lo escogió como el décimo video musical pop más controversial de la industria. El 13 de octubre Spears anunció por Twitter que su estreno sería realizado la semana siguiente. Cuatro días después, publicó cinco GIFs con escenas del mismo en su Tumblr. Finalmente, el video fue estrenado en iTunes la medianoche del martes 18 de octubre de 2011, liderando la lista de ventas al instante. El mismo día fue subido a Vevo, donde puede ser visualizado solo por usuarios registrados mayores de 18 años y donde en octubre de 2012 alcanzó los ocho millones de reproducciones. Tras su estreno, Becky Bain del sitio web Idolator señaló que Spears «ha entregado una mini-película épica, llena de romance e intriga [...] [con] un montón de muestras públicas de afecto innecesarias entre ella y su novio. Está lleno de pasión, alegría y solo un pequeño toque de locura —al igual que su estrella». Asimismo, citó como sus influencias a las películas de Alfred Hitchcock y a los videos musicales de «Toxic» de Spears (2004) y «21 Guns» de Green Day (2009). Un escritor de Rolling Stone también lo comparó con una película de Hitchcock. Además, consideró a su escena de apertura como «un tributo a la Antigua Hollywood» con una actuación «rígida» y una violencia «un poco sorprendente». No obstante, señaló que «de ahí en adelante estamos en la zona cómoda y habitual de un video de Britney —baile sexy, improvisación sexy— con el bonus de una muestra pública de afecto gratuita entre la estrella del pop y su novio de la vida real».
Ann Oldenburg de USA Today lo describió como sexy y «muy personal». A su vez, Kenneth Partridge de AOL comentó: «Lleno de sexo, violencia y una actuación cuestionable, el nuevo video de Britney Spears, "Criminal", tiene todas las características de una película de medianoche». Por otro lado, un reportero de la edicicón estadounidense de The Huffington Post lo catalogó como el mejor video de Femme Fatale, sosteniendo: «Honestamente, no podemos recordar la última vez que Britney Spears lució tan hermosa en un video». De manera similar, Erin Strecker de Entertainment Weekly también lo catalogó como el mejor video del álbum. Además, destacó el look de Spears, su escena final y su «historia divertida». Katherine St Asaph del sitio Pop Dust sostuvo que es «probablemente el mejor video de la era Femme Fatale». Tom Townshend de MSN declaró que, aunque no era adecuado para los fanes más jóvenes de Spears, «es bastante convincente y se siente más como un cortometraje que como un video musical de una estrella del pop». Un escritor de VH1 sostuvo que parte de la razón de ser del video es la sensibilidad cómica entre la cantante y Chris Marrs Piliero. Además, señaló que muestra «uno de los mayores talentos de Spears: dar la impresión de que se toma su carrera muy en serio», cuando en realidad no es así. Finalmente, sostuvo que el video es una «entretenida historia de aventura de una chica mala», donde el papel de la cantante «es esencialmente (o pretende ser) una mujer fatal».

En el sitio web Vevo el video musical solo puede ser visualizado por usuarios registrados mayores de 18 años.

Los críticos también se refirierion a la controversia de Hackney. Sarah Dean de la edición británica de The Huffington Post sostuvo irónicamente: «Si se tiene a una superestrella rubia y vestida de cuero, apuntando con una pistola a la cara a un dueño de una tienda, no es violencia con glamour, no estoy segura de lo que es». Además, añadió que el video «parece más bien una oportunidad para ella [Spears] de vivir sus fantasías sexuales que no benefician en nada a los aficionados a la música». También refiriéndose a la controversia, Amanda Dobbins de New York señaló: «Después de ver el producto final, suponemos que [los concejales] probablemente no se retractarán con [las escenas de] sexo en la ducha, sexo regular, violencia doméstica, robo armado o cualquiera de las otras actividades cuestionables de Britney». Por otro lado, Marianne Garvey del sitio británico E! Online sostuvo que Spears se ve «tan hot y fuerte» que el uso de armas es lo último que se tendrá en cuenta.
En marzo de 2019, alcanzó los cien millones de reproducciones en Vevo.

### Temas y análisis

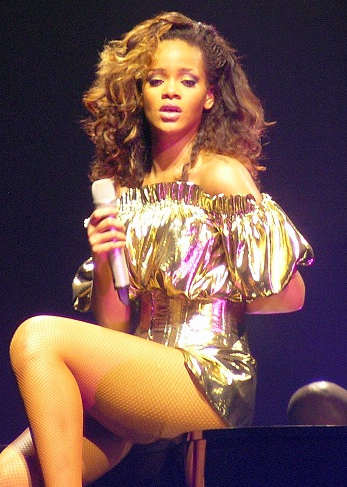
La trama y los temas del video musical de «Criminal» fueron comparados a los de «We Found Love» de Rihanna con Calvin Harris, el que fue estrenado dos días después que el primero.

Alyssa Rosenberg del sitio ThinkProgress sostuvo que si bien es común ver a las estrellas del pop ser asaltadas por hombres en sus videos —ejemplificando con «Man Down» de Rihanna (2011)—, el público está consciente de la vulnerabilidad de Spears, señalando: «Creemos que, realmente, debería escoger a un tipo que haga algo como esto por ella [defenderla y rescatarla]». También declaró que, a pesar de su mal comportamiento, deja que su novio no agreda a su defensor y que el hecho de que el primero la tratara mal es una especie de permiso narrativo para comenzar a robar tiendas y tener relaciones sexuales con el criminal. Además, sostuvo que su narrativa también es tratada en el video de «I Wanna Go», igualmente dirigido por Chris Marrs Piliero. Por otro lado, el video fue comparado al de «We Found Love» de Rihanna con Calvin Harris, cuyo estreno fue realizado dos días después. Entre las similitudes, los críticos señalaron que ambos fueron filmados en el Reino Unido y generaron controversias allí; contienen escenas de sexo, violencia y crimen, arquetipos característicos de chicos malos y evocan las vidas personales de las cantantes. Por otro lado, Katherine St Asaph percibió que la línea de apertura del novio de Spears: «¿Podrías intentar sonreír una sola vez?», es una indirecta sutil a la prensa. Explicó que hay una tendencia entre los escritores y los espectadores a llamar a cada una de sus sonrisas como «plasmada en su cara o hecha por mandato», y que el hecho de que la línea sea manifestada por su novio abusivo, solo hace más evidente la situación. A su parecer, hay maneras contradictorias de analizar la relación entre Spears y Trawick, considerando que se puede ver cómo él la atrae a su vida, pero es ella quien le da un beso y utiliza el arma de fuego primero.
St Asaph explicó que la única interpretación del video se encuentra en la opinión de cada espectador sobre la vida personal de Spears, y cuán activo es el rol que cada persona imagina que ella interpreta en él. Asimismo, notó que la mayoría de las estrellas del pop filman videos que aluden sus vidas personales sin hacer sentir incómodo al espectador. Señaló que lo último no puede decirse de Spears y Rihanna, y que no importa si han superado situaciones pasadas, pues el debate a su alrededor es de nunca acabar. Expresó que ninguna de las dos se refiere mucho a los paralelismos de su vida, pero que ello se torna innecesario dado que sus videos son mucho más eficaces que cualquier declaración que puedan brindar en una entrevista. Comparaciones similares citó Rae Alexandra de la SF Weekly, quien sostuvo que ambos comparten un sentimiento antibritánico. Escribió que todos los villanos en el primer video —el novio abusador de Spears y los policías— son británicos, mientras que el salvador es un criminal estadounidense. Además, señaló que Spears y Rihanna optaron por filmar sus «videos que más rechinan» en un país donde la tasa de criminalidad es más baja que en Estados Unidos y donde se está tan en contra del uso de armas que los políticos sienten la necesidad de hablar de ello. A su parecer, ambos videos continuaron con una representación xenófoba de los británicos como los villanos de la cultura popular estadounidense.

## Rendimiento comercial
En Estados Unidos «Criminal» debutó en la posición número 40 de la lista radial Pop Songs de Billboard, en su edición del 7 de octubre de 2011, alcanzando el puesto número 19 en su séptima semana, correspondiente a la edición del 19 de noviembre de 2011. Cabe señalar que fue el vigésimo octavo sencillo de Spears en ingresar a la lista, siendo uno de los tres mayores totales en la historia de la misma. En la misma edición alcanzó la posición número 55 de la Billboard Hot 100, la lista más importante del país, donde para entonces se encontraba en su cuarta semana de permanencia. Hasta octubre de 2013, vendió 348 000 descargas en el país. Un éxito mayor registró en Canadá, donde en el mismo periodo alcanzó la posición número 16 de la principal lista del país, la Canadian Hot 100. Paralelamente, entre octubre y diciembre de 2011 se convirtió en éxito top 10 y top 20 en mercados europeos como Chequia, Eslovaquia, Finlandia y Francia, y alcanzó el top 40 en otros como Bélgica (Región Flamenca y Región Valona), Dinamarca, Suecia y Suiza.

## Créditos
| - Britney Spears — voz y respaldos vocales - Max Martin — escritura, producción y teclados - Shellback — escritura, producción, teclados y guitarra - Tiffany Amber — escritura | - Chau Phan — respaldos vocales - John Hanes — ingeniería - Tim Roberts — ingeniería - Serban Ghenea — mezcla |

## Formatos
- Digitales

| Sencillo |                        |          |  |
| N.º      | Título                 | Duración |  |
| 1.       | «Criminal» (Radio Mix) | 3:45     |  |

| Sencillo (Alemania) |                                       |          |  |
| N.º                 | Título                                | Duración |  |
| 1.                  | «Criminal» (Radio Mix)                | 3:45     |  |
| 2.                  | «Criminal» (Varsity Team Radio Remix) | 4:23     |  |

| Remixes |                                          |          |  |
| N.º     | Título                                   | Duración |  |
| 1.      | «Criminal» (DJ Laszlo Mixshow Edit)      | 5:20     |  |
| 2.      | «Criminal» (DJ Laszlo Club Mix)          | 6:53     |  |
| 3.      | «Criminal» (Tom Piper & Riddler Remix)   | 5:20     |  |
| 4.      | «Criminal» (Varsity Team Extended Remix) | 6:36     |  |
| 5.      | «Criminal» (Con 50 Cent)                 | 3:45     |  |

## Listas
| América del Norte |                       |    |
| Canadá            | Canadian Hot 100      | 16 |
| Estados Unidos    | Billboard Hot 100     | 55 |
| Estados Unidos    | Digital Songs         | 43 |
| Estados Unidos    | Radio Songs           | 67 |
| Estados Unidos    | Pop Songs             | 19 |
| Estados Unidos    | Dance/Club Play Songs | 41 |
| Europa            |                       |    |
| Bélgica (Flandes) | Top 50 Singles        | 38 |
| Bélgica (Valonia) | Top 50 Singles        | 24 |
| Chequia           | Top 100 Singles       | 9  |
| Dinamarca         | Top 40 Singles        | 39 |
| Eslovaquia        | Top 100 Singles       | 8  |
| España            | Top 50 Singles        | 46 |
| Finlandia         | Top 20 Singles        | 11 |
| Francia           | Top 100 Singles       | 13 |
| Suecia            | Top 60 Singles        | 36 |
| Suiza             | Top 75 Singles        | 33 |

## Certificaciones
| América        |      |      |                  |       |        |
| Estados Unidos | RIAA | 2023 | Disco de platino | 1 000 | [ 80 ] |